# La Ceiba 1.ª Sección (Tabasco)
La Ceiba 1.ª Sección es una localidad del municipio de Huimanguillo ubicado en la subregión de la Chontalpa del estado mexicano de Tabasco.

## Geografía
La localidad de La Ceiba 1.ª Sección se sitúa en las coordenadas geográficas 18°03′27″N 94°01′56″O / 18.057500, -94.032222, a una elevación de -1 metro sobre el nivel del mar.

## Demografía
Según el Conteo de Población y Vivienda 2020, efectuado por el Instituto Nacional de Estadística y Geografía, la localidad de La Ceiba 1.ª Sección tiene 387 habitantes, de los cuales 188 son del sexo masculino y 199 del sexo femenino. Su tasa de fecundidad es de 2.41 hijos por mujer y tiene 117 viviendas particulares habitadas.
| Gráfica de evolución demográfica de La Ceiba 1.ª Sección entre 1970 y 2020 |
|                                                                            |
| INEGI.                                                                     |